# Зарядьевский переулок
Зарядьевский переулок — переулок в центре Москвы в районе Зарядье, существовавший до середины 1960-х годов между улицей Варваркой и Мокринским переулком.

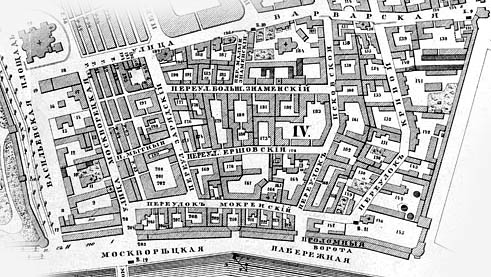
Переулки Зарядья (фрагмент плана Городской части из Атласа Москвы А. Хотева 1853 года)

## Происхождение названия
Назван в XVII веке, так как находился непосредственно за Нижними торговыми рядами, где в XVII-XIX веках продавали пищевые продукты. Назывался также Зарядский переулок.

## История
Переулок спускался с Варварки от колокольни церкви Святой мученицы Варвары. Между ним и Москворецкой улицей находились хлебный, калачный, масляный, соляной, селёдный и другие ряды. После проведения в 1804 году Мытищинского водопровода в Зарядьевском переулке устроили бассейн, откуда жители брали воду. «Бассейн в Зарядье находился в Зарядском переулке… Если подниматься в гору по Зарядскому переулку, то бассейн находился у стены второго от угла дома по левой стороне и представлял вид раковины, приделанной к стене… Из этой раковины обыватели брали воду, черпая её вёдрами» В 1910 году по проекту архитектора И. П. Машкова в переулке был построен дом Новодевичьего монастыря. Зарядьевский переулок и все строения по нему окончательно снесли в середине 1960-х годов в связи со строительством в 1964—1967 годах гостиницы «Россия».